# Apostladagen
Apostladagen är den dag då man traditionellt firar Petrus och Paulus som båda betydde mycket för urkyrkans utbredning och som båda led martyrdöden.
Före 1983 års evangeliebok var underrubriken på Femte söndagen efter trefaldighet Petri och Pauli dag, vilket också var ett namn på 29 juni i den medeltida helgonkalendern. Apostladagen infaller numera 13 veckor efter påskdagen. Även i Finland firas Sjätte söndagen efter pingst på samma sätt.
Den liturgiska färgen i Svenska kyrkan är röd, och på altaret ställer Svenska kyrkan röda rosor och tänder fyra ljus.
Temat för dagens bibeltexter enligt evangelieboken är Sänd mig, och en välkänd text är den text ur Matteusevangeliet där Simon erkänner att Jesus är Messias och Jesus på detta svarar med att ge honom namnet Petrus, klippan, och på den klippan ska jag bygga min kyrka.

## Svenska kyrkan

### Texter
Söndagens tema enligt 2003 års evangeliebok är Sänd mig. De bibeltexter som används för att belysa dagens tema är:
| Första årgången                                                              | Andra årgången                                                     | Tredje årgången                                           | Psaltarpsalm      |
| Hesekiel 1:26-2:3,8-10 Första Timotheosbrevet 1:12-17 Lukasevangeliet 5:1-11 | Jesaja 6:1-8 Första Petrusbrevet 2:4-10 Matteusevangeliet 16:13-20 | Jeremia 1:4-10 Romarbrevet 16:1-7 Markusevangeliet 3:7-19 | Psaltaren 40:6-12 |

### Fotnoter
1. ↑  ”Apostladagen”. Svenska kyrkan. Arkiverad från originalet den 5 mars 2016. https://web.archive.org/web/20160305151637/https://www.svenskakyrkan.se/troochandlighet/kyrkoarets-bibeltexter?helgdag=89. Läst 11 januari 2016.
2. ↑   Den svenska psalmboken med tillägg. Stockholm: Verbum. 2005. sid. 1476–1480. Libris ht7wjxh8f3k4gcqk. ISBN 978-91-526-5515-3